# Prix Ourasi
Prix Ourasi är ett travlopp för fyraåriga (hingstar och ston) som äger rum sista helgen i januari på Hippodrome de Vincennes i Paris i Frankrike. Det är ett Grupp 1-lopp. Loppet går av staplen samma tävlingsdag som Prix d'Amérique.
Loppet körs över 2700 meter på stora banan på Vincennes, med voltstart. Den samlade prissumman är 300 000 euro, och 135 000 euro i första pris. För att få delta måste man ha sprungit in minst 38 000 euro.
Loppet körs för att hedra hästen Ourasi.
Under samma tävlings dag avgörs loppet Prix Bold Eagle (Sulky World Cup 5 ans) som är motsvargheten för de femåriga hästarna.
Loppet kördes för första gången 2022 och vinnaren av loppet var Izoard Védaquais som tränas av Philippe Allaire och kördes av Éric Raffin.

## Vinnare
| År   | Häst             | Far               | Kusk                  | Tränare                 | Distans | Tid/km | Tvåa            | Trea            |
| ---- | ---------------- | ----------------- | --------------------- | ----------------------- | ------- | ------ | --------------- | --------------- |
| 2025 | Frank Gio        | Face Time Bourbon | Matthieu Abrivard     | Sébastien Guarato       | 2 700 m | 1'12"4 | Lombok Jiel     | Lovino Bello    |
| 2024 | Krack Time Atout | Face Time Bourbon | Paul-Philippe Ploquin | Sébastien Guarato       | 2 700 m | 1'12"1 | Ksar            | Karlito         |
| 2023 | Just Love You    | Love You          | Alexandre Abrivard    | Laurent-Claude Abrivard | 2 700 m | 1'13"3 | Juninho Dry     | Jag Stryck      |
| 2022 | Izoard Védaquais | Bird Parker       | Éric Raffin           | Philippe Allaire        | 2 700 m | 1'12"4 | Idao de Tillard | Callmethebreeze |